# Ortutay András
Ortutay András (Budapest, 1942. – Makó, 2015. december 2.) magyar történész, levéltáros.

## Életpályája
Elemi és középiskoláit Budapesten végezte. Az Eötvös Loránd Tudományegyetem történelem-levéltár szakán végzett 1965-ben. Tanárai voltak Dávid Zoltán, Ember Győző, Ila Bálint, Kosáry Domokos, Mályusz Elemér, Szabad György, Szűcs Jenő és mások.
Egy éven át a Magyar Országos Levéltárban dolgozott, majd 1967. január 1-jétől az Esztergomi Állami, illetve Komárom Megyei Levéltár igazgatói megbízatását, később pedig kinevezését nyerte el. Közben családot alapított, feleségül vette Kaschauer Beatrixot, aki később az esztergomi Bottyán János Gimnázium és Szakközépiskola történelem-magyar szakos tanáraként dolgozott. Gyermekeik András, aki orvos, és Miklós aki jogász lett.
Szerteágazó érdeklődését jól tükrözi az a kötet, melyet a 60. születésnapja tiszteletére írásaiból állított össze és szerkesztett L. Balogh Béni.
Tagja és lelkes vezetője volt a Komárom Megyei Tudományos Ismeretterjesztő Társulatnak, mely során számot helytörténeti előadást tartott.
1996. november 30-án nyugdíjba vonult, majd elköltözött Makóra.

## Elismerései
- 1973 „Szocialista Kultúráért”
- 1981 „Komárom Megyéért”
- 1995 „Esztergomért” emlékplakett

## Művei
- 1989 Esztergom és régiója a török időben. In: Komárom megye története I. Tatabánya
- 1989 Komárom a XVIII. század első kétharmadában. Limes 2, 7-21.
- 1991 Esztergom vára és a várbeli katonaság a 17-18. század fordulóján. In: Petercsák Tivadar - Pető Ernő (szerk.): A végvárak és végváriak sorsa (1699-1723). Studia Agriensia 11. Eger.
- 1993: Érsekújvár szerepe a volt Esztergom vármegye területén a magyar királyság és a török uralom időszakában. In: Petercsák Tivadar - Szabó Jolán (szerk.): Végvárak és régiók a XVI-XVII. században - Studia Agriensia 14. Eger
- 1994 Bottyán és Esztergom. Komárom-Esztergom Megyei Önkormányzat Levéltára Évkönyve 1993-1994.
- 2003 Jó, ha a dolgokat írásba foglaljuk. Tatabánya.
- 2008 Egykorú tudósítások: röplapok, újságok, úti beszámolók a török hódoltság kori Esztergomról. A Komárom-Esztergom Megyei Önkormányzat József Attila Megyei Könyvtára Évkönyve 2008, 126-143.

A helyi és megyei lapokban (például Dolgozók Lapja) rendszeresen jelentek meg publikációi.